# تاکدا اینوچیو
تاکدا اینوچیو (به ژاپنی: 武田 戌千代 たけだ いぬちよ)؛ (تولد ۱۵۲۳ – مرگ ۱۵۲۹) سومین پسر رهبر خاندان تاکدا، تاکدا نوبوتورا و برادر کوچکتر تاکدا شینگن در دوره سنگوکو در ژاپن بود. او دو سال از شینگن کوچکتر بود که در سن شش سالگی درگذشت.
فرض بر این است که مادر تولد او اوی بود و در این صورت، او برادر ناتنی شینگن و تاکدا نوبوشیگه بود.